# Hayward (hrabstwo Sawyer)
Hayward – miasto w Stanach Zjednoczonych, w stanie Wisconsin, w hrabstwie Sawyer.